# Sončevi mrki na Marsu
Dve Marsovi luni, Fobos in Deimos, sta veliko manjši kot Luna, kar zelo zmanjša verjetnost za sončev mrk na tem planetu. Noben izmed luninih premerov ni dovolj velik, da bi popolnoma prekril sončev disk, torej se zgodijo le kolobarjasti sončevi mrki in se lahko obravnavajo kot prehodi.

## Mrki zaradi Fobosa
Zaradi majhne velikosti Fobosa (okoli 20 krat 25 km (12 krat 16 mi)) in njegovega hitrega gibanja ne bo opazovalec na Marsu nikoli videl daljšega sončevega mrka kot 30 sekund. Fobos potrebuje 7 ur in 39 minut za obhod Marsa, medtem ko je Marsov dan enak 24 ur in 37 minut. To pomeni, da se lahko na Marsu zgodita dva mrka na dan. A mrki niso popolni; so le kolobarjasti, saj Fobos ni dovolj velik ali blizu Marsa za popolne.

## Prehodi Deimosa
Deimos je premajhen (okoli 15 krat 10 km (9,3 krat 6,2 mi)) in predaleč od Marsa, da bi povzročil mrk. Opazovalec bi videl le majhno piko, ki bi prečkal Sončev disk.

## Pogled z Zemlje
Obe luni sta premajhni, da bi pustili na Marsu sence, ki bi jih lahko videli z Zemlje. A le malo za prvimi umetnimi sateliti, ki so bili položeni v orbito okoli Marsa, se je na fotografijah razpoznala senca Fobosa.
Eno od teh slik je fotografiral tudi rover Opportunity agencije NASA.